# Port Salut
El Port Salut es un queso semiblando de leche de vaca pasteurizada de la región de Países del Loira, Francia. Tiene una cáscara naranja característica y un sabor suave. El queso se produce en ruedas de aproximadamente 23 cm de diámetro, con un peso aproximado de 2 kg.
Aunque el Port Salut tiene un sabor suave, a veces tiene un olor fuerte porque es un queso curado. El olor aumenta cuanto más tiempo se guarda el queso; pero esto no afecta su sabor. Se puede refrigerar y es mejor consumirlo dentro de las dos semanas posteriores a su apertura.
El queso fue elaborado por monjes trapenses durante el siglo XIX en la abadía de Port du Salut en Entrammes. Los monjes, muchos de los cuales habían salido de Francia durante la Revolución francesa de 1789, aprendieron habilidades para hacer queso para mantenerse en el extranjero, y recuperaron esas habilidades a su regreso después de la Restauración borbónica en Francia. El nombre de su sociedad, "Société Anonyme des Fermiers Réunis" (SAFR), se convirtió más tarde en su marca registrada y todavía está impreso en las ruedas del queso Port Salut.
En 1873, el jefe de la abadía llegó a un acuerdo con un vendedor de queso parisino que le concedía derechos exclusivos de distribución, y pronto empezaron a aumentar las compras de queso. La abadía buscó protección comercial y, finalmente, vendió los derechos al Grupo Bel en 1950. El queso ahora se produce en una fábrica, con la característica corteza suave que ahora es el resultado de una envoltura recubierta de plástico. La corteza es comestible, pero está hecha de cera y resta sabor al queso.
El queso Port Salut artesanal o queso "Entrammes" todavía se produce en varios monasterios de la campiña francesa.